# باسانو این تورینا
باسانو این تورینا (به ایتالیایی: Bassano in Teverina) یک کومونه در ایتالیا است که در استان ویتربو واقع شده‌است.

## خصوصیات
باسانو این تورینا ۱۲٫۱ کیلومترمربع مساحت و ۱٬۲۵۲ نفر جمعیت دارد و ۳۰۴ متر بالاتر از سطح دریا واقع شده‌است.

## نگارخانه

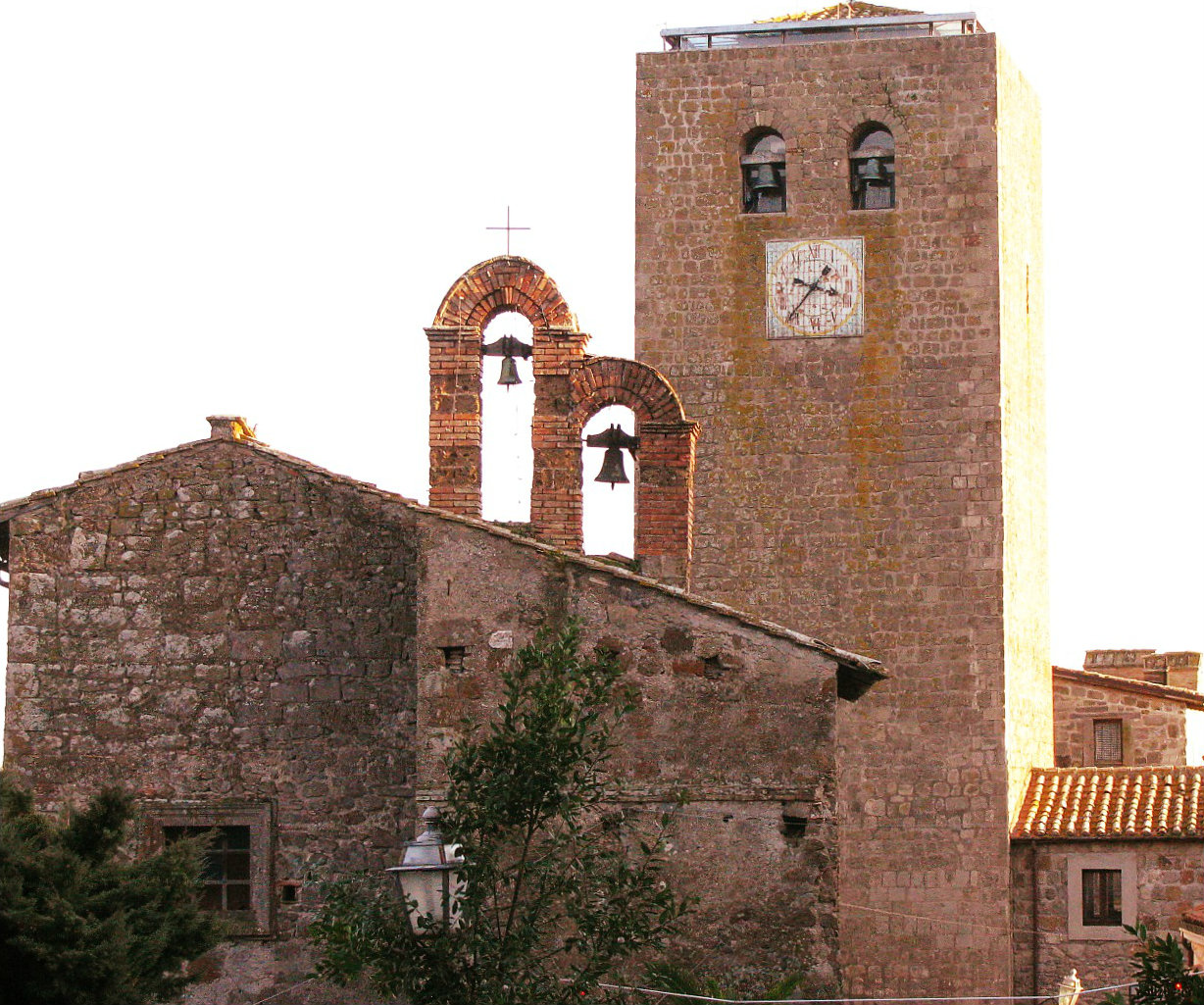
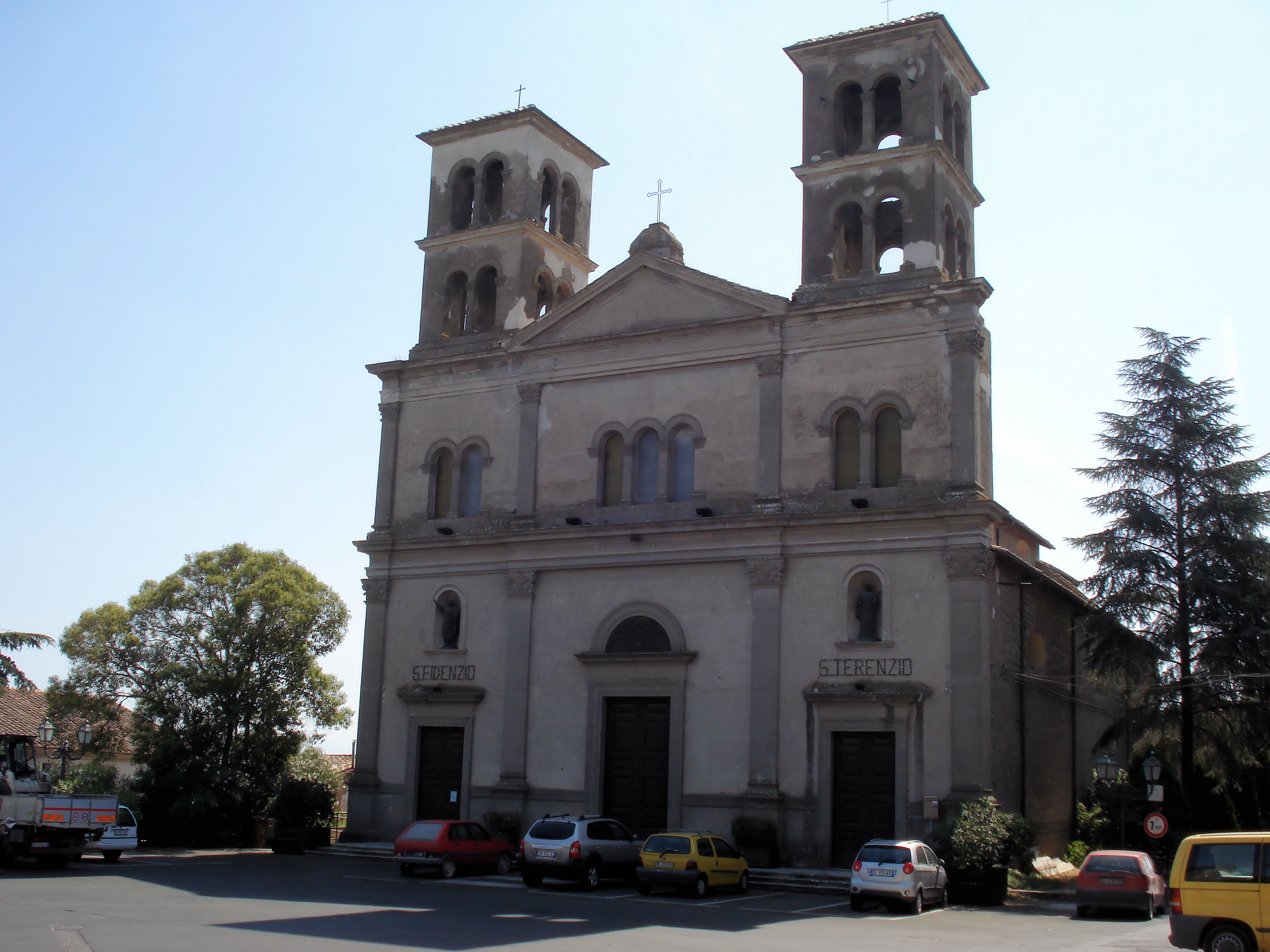
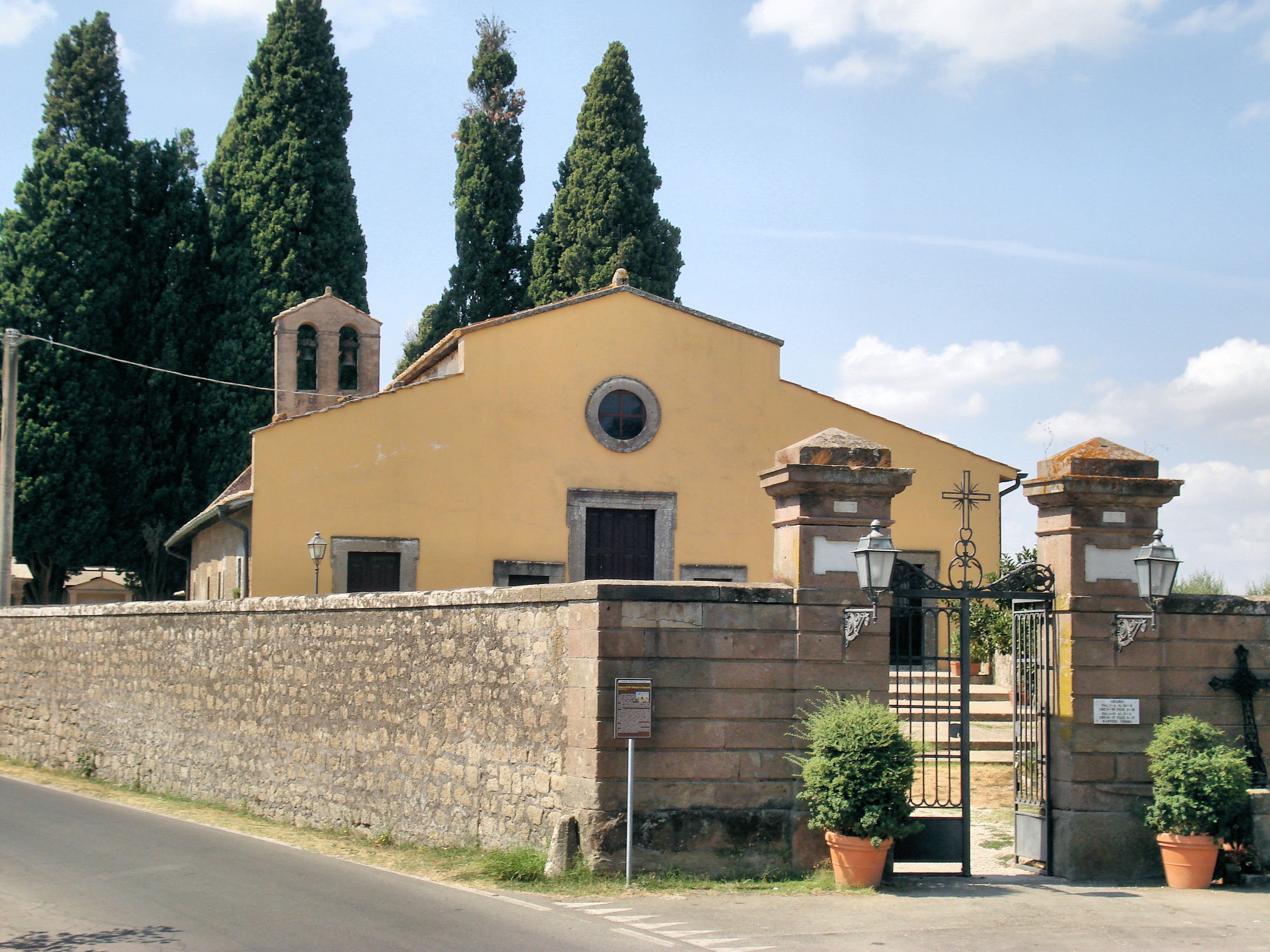
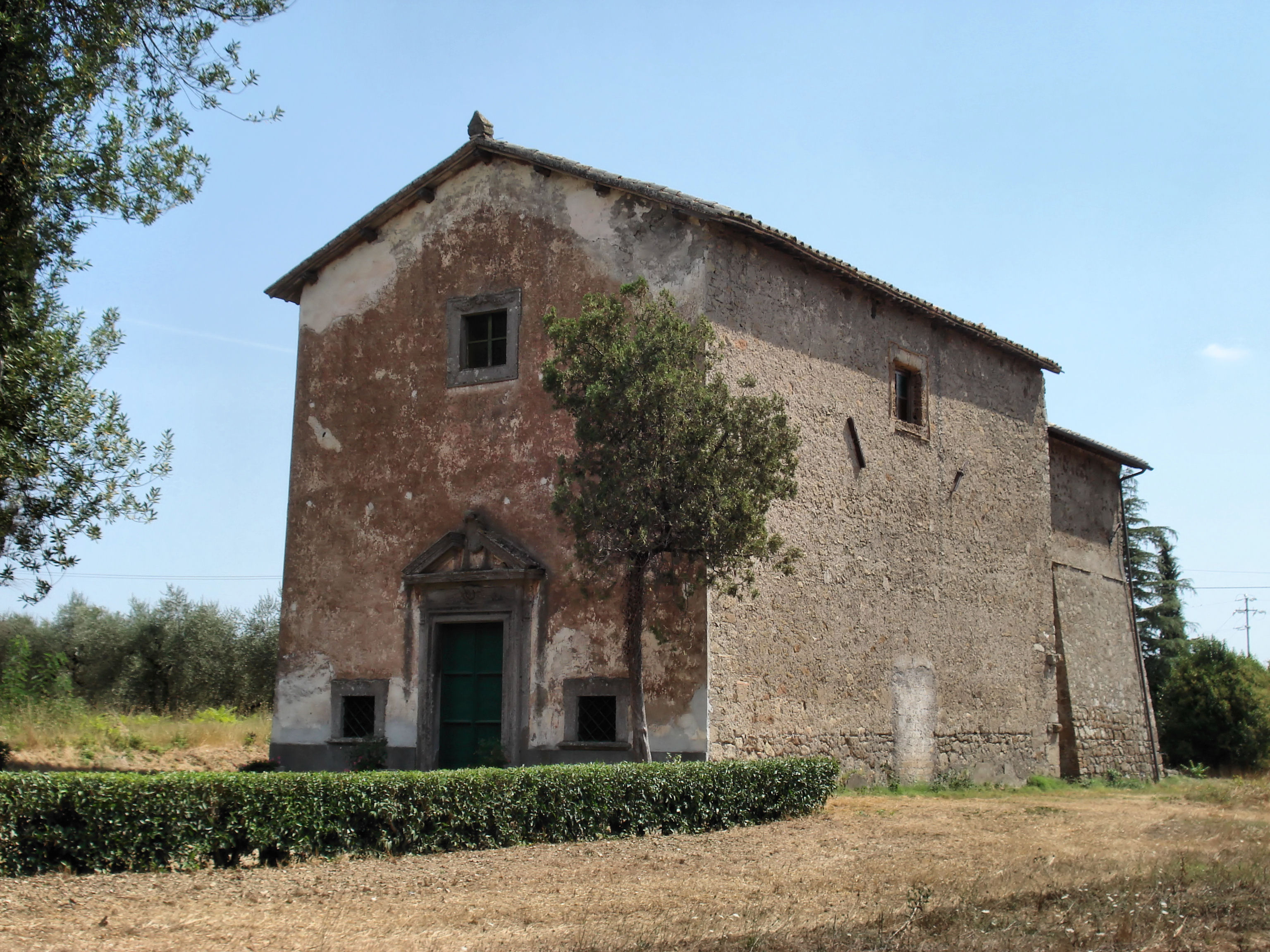
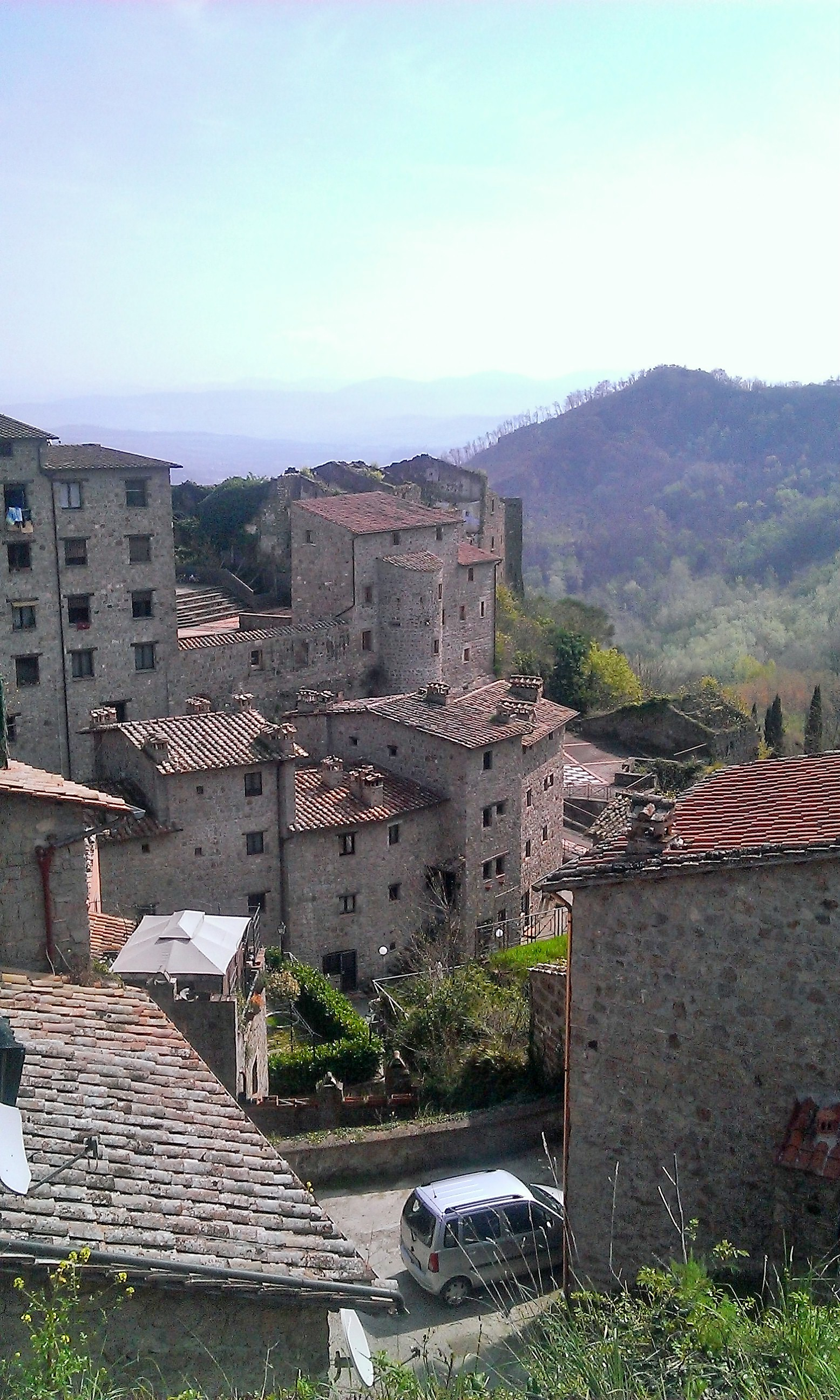